# Fleischersatz

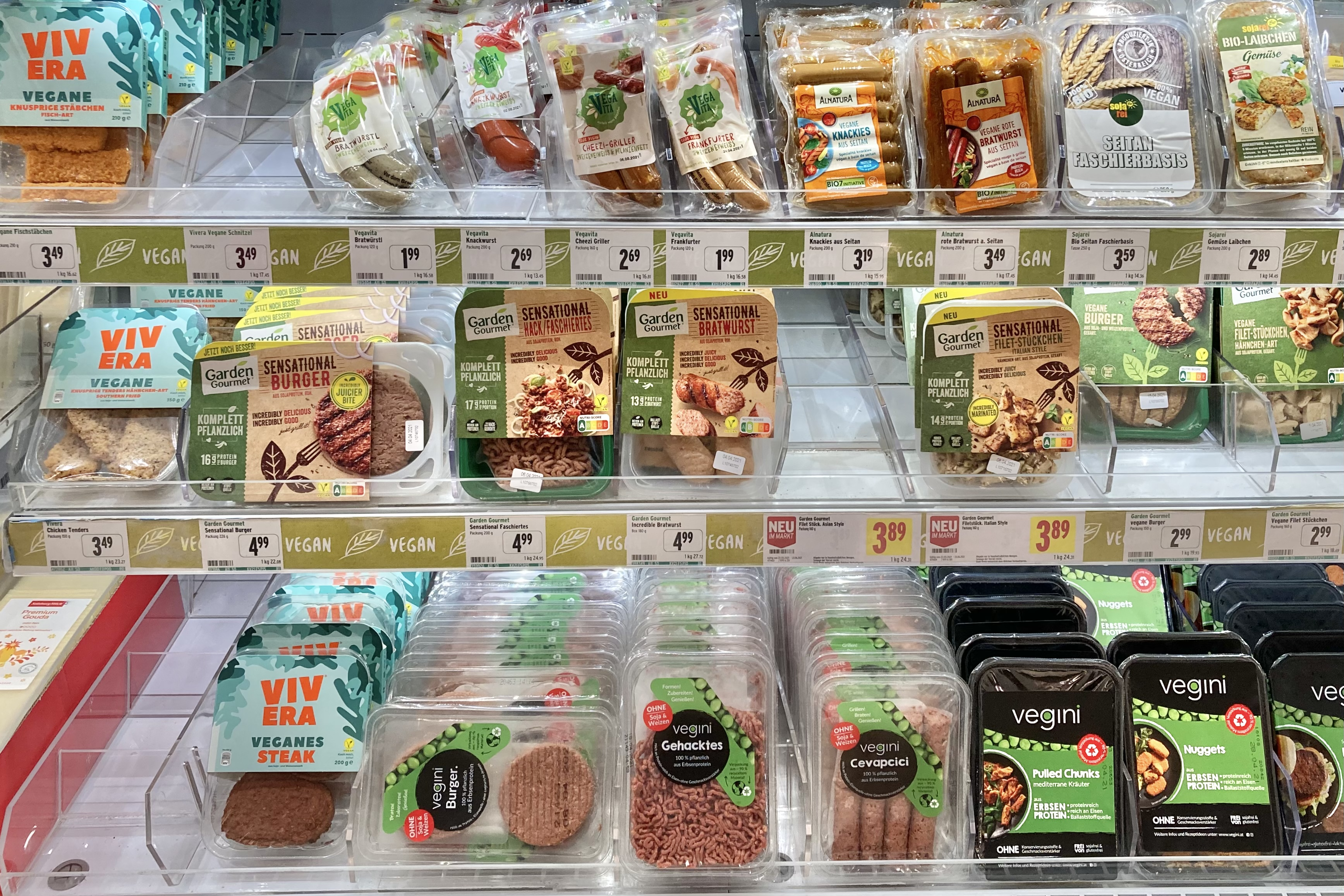
Fleischersatzprodukte

Als Fleischersatz bzw. Fleischersatzprodukte (auch Fleischalternative oder Fleischimitat) werden Lebensmittel bzw. Ersatzlebensmittel bezeichnet, die geschmacklich, haptisch oder vom Proteingehalt her Fleisch ähneln, ohne aus Fleisch von herkömmlichen Schlachttieren hergestellt zu sein.
Dabei können sowohl vegetarische als auch vegane Lebensmittel tierischen ähneln oder diese nachahmen, weshalb der Begriff Fleischersatz sehr unterschiedliche Lebensmittel umfassen kann – von festfleischigen, aromatischen Pilzen wie Austernseitling, Gemüse wie Sellerie über glutamatreiche Würzmittel wie Sojasauce, proteinreiche, aber geschmacksneutrale Pflanzenprodukte wie Tofu, Tempeh und Seitan bis hin zu nur industriell herstellbaren Imitatprodukten aus texturiertem Soja, Quorn, Milch, Eiklar, Erbsen und weiteren Hauptzutaten. Fleischersatz hat eine bessere Umweltbilanz als Fleisch.
Käufer von Fleischersatzprodukten sind überwiegend Flexitarier.

## Geschichte
Die Verwendung von Fleischersatz hat verschiedene Gründe. So gehen Gerichte wie das Steckrübenschnitzel auf Notzeiten zurück und Erfindungen wie die Maggi-Würze wurden gemacht, um die Ernährung armer Bevölkerungsschichten zu verbessern, die sich kein Fleisch leisten konnten. Ausgehend vom europäischen Vegetarismus in der zweiten Hälfte des 19. Jahrhunderts und der Reformküche wurden aus ethischen und gesundheitlichen Gründen Rezepte und Zutaten entwickelt, die Fleischgerichte und Fleischprodukte imitieren, wie Bratlinge und Hefeextrakt.

## Produkte und Hauptzutaten

### Fleischersatz aus Pilzen, Gemüse und Früchten
Einige Pilze und Gemüse können direkt wie Fleisch gebraten werden und behalten bei richtiger Zubereitung eine ähnlich bissfeste Konsistenz. Besonders einige Pilze haben darüber hinaus einen fleischähnlichen Geschmack, auch weil sie Glutamat enthalten. Beim Anbraten bilden sich durch die Maillard-Reaktion Röststoffe, die sie zusammen mit den enthaltenen Aromastoffen besonders würzig machen. Diese Pilze und Gemüse enthalten jedoch nicht überdurchschnittlich viele Proteine, weshalb sie eher geschmacklich und haptisch als Fleischersatz gelten können.
- Austernseitling
- Brätling
- Krause Glucke
- Leberreischling
- Parasol
- Riesenbovist
- Schwefelporling
- Shiitake
- Steinpilz

Gemüsen und Früchte:
- Jackfrucht. Eine tropische Frucht, die unreif vor allem wegen ihrer Konsistenz als Fleischersatz verwendet wird.[6]
- Knollensellerie. Als Sellerieschnitzel ein Klassiker der vegetarischen Küche.
- Steckrübe. Steckrüben können ähnlich wie Sellerie zubereitet werden, haben aber einen milderen, süßeren Geschmack. Sie dienten vor allem in Notzeiten als Fleischersatz.

Auch durch Gärung können einige eingelegte Gemüse und Wurzeln fleischähnliche Eigenschaften bekommen.
- Tsa Tsai. Milchsauer eingelegt haben die Speicherwurzeln einer asiatischen Kohlart eine fleischige, bissfeste Konsistenz und einen intensiven, unverwechselbaren Geschmack.

### Fleischersatz aus Hülsenfrüchten und Getreide

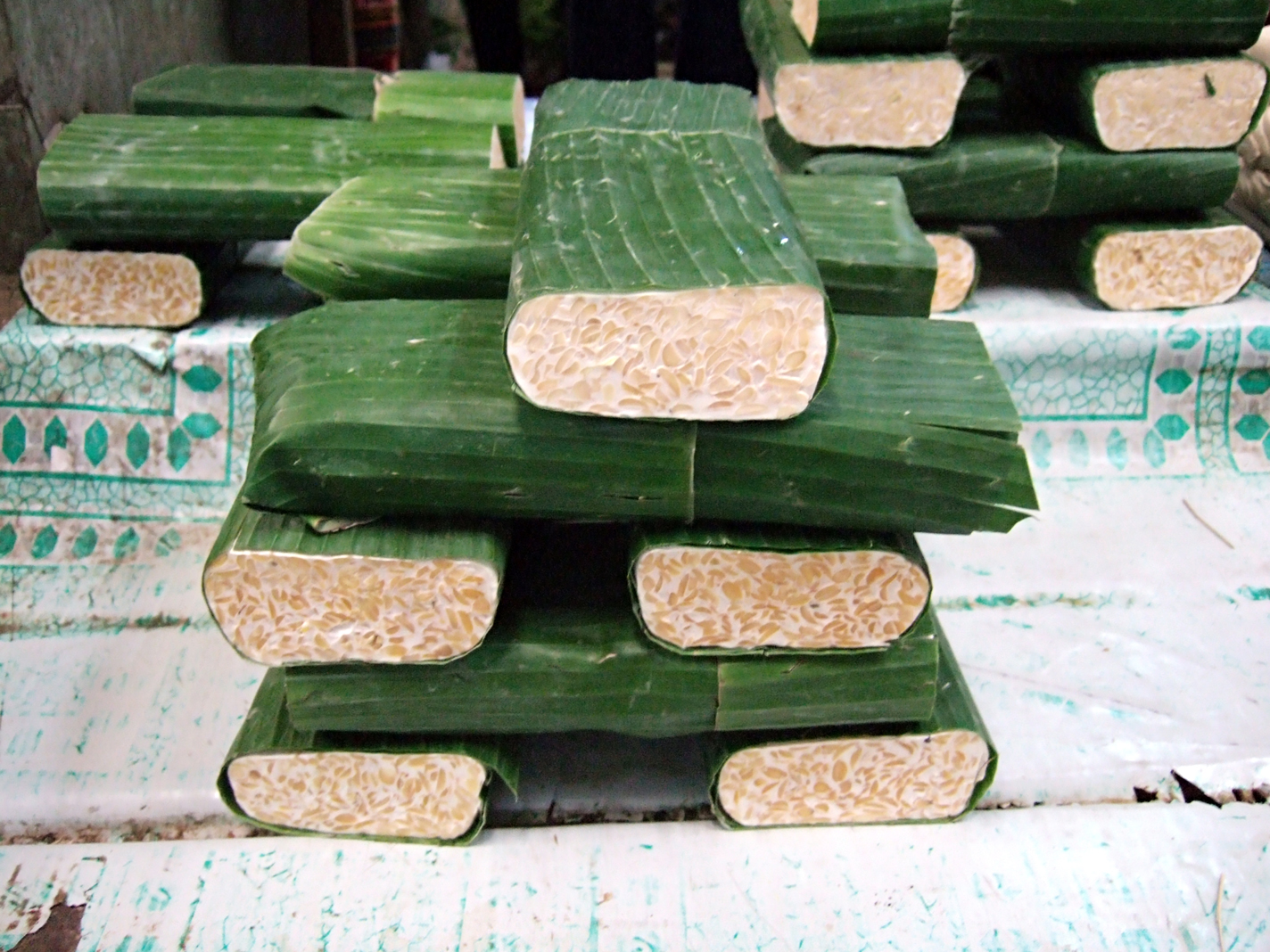
Tempeh auf einem indonesischen Markt

Besonders in der asiatischen Küche hat die Gewinnung proteinreicher Produkte aus Hülsenfrüchten, vor allem Soja, und Getreide eine lange Tradition. Der Geschmack ist sehr mild.
- Lupine
- Seitan. Durch Auswaschen von Mehlteig gewonnenes Weizenprotein mit fleischähnlicher Konsistenz.
- Soja-Granulat. Geschrotete Sojabohnen, die eingeweicht wie Hackfleisch verwendet werden können.
- Tempeh. Gekochte Sojabohnen werden mit einem Schimmelpilz geimpft und fermentiert.
- Tofu. Wird aus Sojabohnen mittels Eiweißgerinnung hergestellt.
- Yuba. Ähnlich der Milchhaut bildet sich auch bei erhitzter Sojamilch eine geronnene Proteinschicht auf der Oberfläche. Sie wird abgenommen, getrocknet und kann später vielseitig verwendet werden.

Einen Vergleich diverser solcher Fleischersatzprodukte hat die Verbraucherzentrale Hamburg 2014 zusammengestellt.

### Würzmittel aus Hülsenfrüchten und Getreide
Aus Getreide, Hülsenfrüchten und Hefepilzen können zudem durch Hydrolyse sehr intensive, glutamatreiche Würzmittel hergestellt werden, die ein fleischähnliches Aroma besitzen. Sie werden häufig zum Würzen von Seitan, Tofu usw. verwendet.
- Miso. Eine Würzpaste aus vergorenem Soja und Getreide mit konzentriertem, fleischähnlichem Aroma.
- Sojasauce. Ebenfalls aus vergorenem Soja und Getreide hergestellt, wird die Masse mit Schimmelpilzen geimpft und reift für Monate, bis die Flüssigkeit abgepresst wird. Bei der industriellen Herstellung kommen auch andere, zeitsparende Verfahren zur Anwendung.
- Würze ist durch Hydrolyse denaturiertes Pflanzenprotein mit weiteren Zutaten. Die bekannteste Würze ist sicher die Maggi-Würze, deren Geschmack an Sojasauce erinnert. Auch Brühwürfel bestehen im Wesentlichen aus Würze. In der Lebensmittelindustrie wird sie für zahlreiche Produkte eingesetzt, um ihnen ein fleischigeres Aroma zu verleihen.
- Hefeextrakt entspricht weitgehend der Würze, wird jedoch aus Hefe hergestellt und hat einen sehr charakteristischen Eigengeschmack.

### Imitate von Fleisch- und Wurstwaren

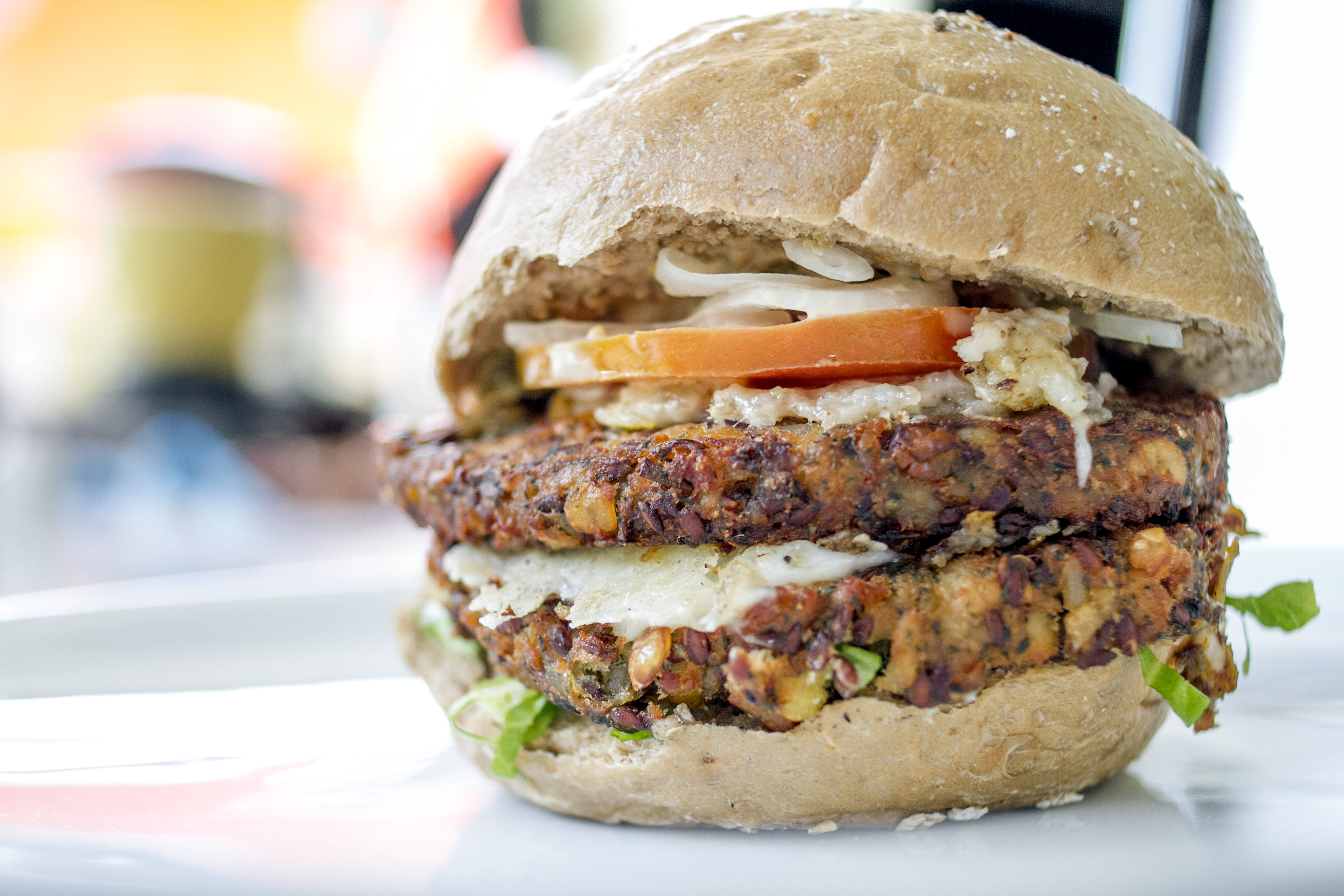
Veganer Burger

In der Lebensmittelindustrie, aber auch im Lebensmittelhandwerk werden Fleischersatzprodukte entwickelt und produziert, um diese für eine flexitarische, vegetarische oder vegane Ernährung anbieten zu können. Das Ziel bei der Herstellung von Fleischimitaten ist oft, Fleisch und Fleischprodukte möglichst authentisch nachzuahmen.
Es gibt unter anderem folgende Ansätze:
- Texturiertes Soja („Sojafleisch“): Extrudiertes, entfettetes Sojabohnenmehl.
- Quorn: Gebundenes, fermentiertes Schlauchpilzmyzel.[9]
- Milchschnitzel: Schnitzel mit fleischartiger Konsistenz v. a. aus Magermilchpulver
- geräucherte Sojawürstchen in Eigenhaut, die Wiener Würstchen nachempfunden sind.
- vegetarische Wurst aus Eiklar[10]
- Fleischersatz aus Speiseinsekten: Produkte mit gemahlenen Insekten oder extrahiertem Insektenprotein, die klassische Fleischprodukte nachahmen. Gemäß Durchführungsverordnung 2023/5 der EU-Kommission vom 4. Januar 2023 dürfen Fleischersatzprodukte 5 Prozent teilentfettete, pulverisierte Hausgrillen enthalten.[11][12] Ein Insektenburger kam in Deutschland 2018 auf den Markt,[13] 2020 entwickelten Studierende der Technischen Universität Berlin Hackfleisch aus Insekten.[14]

Aus diesen und ähnlichen Grundstoffen werden unter Zugabe weiterer Zutaten wie Bindemitteln, Wasser, Gewürzen und Aromen auch Produkte hergestellt, die Fleischprodukte und -gerichte nachahmen. Fleischersatz aus Pflanzen, Pilzen und Bakterien enthält, anders als Fleisch, kein Cholesterin.
Neben pflanzenbasierten werden gelegentlich auch insektenbasierte und in Zellkultur hergestellte Produkte unter dem Begriff Fleischalternativen subsumiert.
Bei der Herstellung von Fleischimitaten auf pflanzlicher Eiweißbasis können Zusatzstoffe wie Methylcellulose und Phosphate zum Einsatz kommen. Dabei ist der Einsatz von Zusatzstoffen rückläufig und häufig in Bioprodukten sogar niedriger als in Fleisch.

### Beispiele von Unternehmen und Produkten
Die Firma Impossible Foods, gegründet von dem Stanford Biochemie Professor Patrick O. Brown, hat einen Fleischersatz entwickelt, der sehr ähnlich wie Rinderhackfleisch schmecken soll. Entscheidend war die Verwendung von Hämoglobin, das nun pflanzlich produziert wird. Weiterhin wichtig waren das Fett und die Textur. Brown möchte nun weltweit das Hackfleisch durch diesen pflanzlichen Rinderhackimitat ersetzen. Im Juli 2018, zwei Jahre nach dem ersten Start in New York, war der Impossible Burger in rund 3.000 Restaurants in den USA und Hongkong erhältlich. Ein weiterer erfolgreicher und stark geförderter Fleischersatzproduzent aus Kalifornien ist Beyond Meat, dessen Produkte mittlerweile in über 50 Staaten vertrieben werden.
Im April 2019 lancierte Hilcona einen pflanzenbasierten Burger unter dem Label The Green Mountain. Ende April 2019 wurde von McDonald’s der vegane Veggie-Burger, mit einem Fleischimitat von Nestlé, namens Big Vegan TS angekündigt. Im August 2019 testete Kentucky Fried Chicken vegane Nuggets von Beyond Meat in einer Filiale in Atlanta.
Seit August 2019 werden vegane Burger-Patties bei Aldi und Lidl unter den jeweiligen Eigenmarken angeboten. Bis Ende September 2019 wollte Tyson Foods vegane Chicken-Nuggets auf dem Fleischersatzmarkt lancieren. Im Januar 2020 lancierte Iglo verschiedene tiefgekühlte Fleischersatzprodukte sowie Fleischersatzgerichte auf Basis von Erbsenproteinen unter der Marke Green Cuisine. Im Jahr 2022 wollte Nestlé eine vegane Variante von Foie gras auf den Markt bringen.

## Herstellung
Die Produkte bestehen meist aus denaturiertem Pflanzen- oder Pilzprotein, das durch Behandlung im Extruder eine fleischähnliche Konsistenz erhält.
Für die Herstellung von pflanzlichen Fleischersatzprodukten wie Burgern oder Geschnetzeltem werden Hülsenfrüchte, Getreide oder Ölsaaten verwendet. Diese werden per Extrusion aufbereitet. Dabei wird eine feste bis zähflüssige Masse unter hohem Druck und meist auch unter hoher Temperatur durch eine formgebende Öffnung gepresst. Am Ende der Düse wird die Masse dann in kleine Stücke geschnitten oder gerissen. Der Proteingehalt kann außerdem durch Proteinkonzentrate erhöht werden.
Durch Erhitzen kommt es zur Maillard-Reaktion, welche die typischen Fleischaromen entstehen lässt. Teilweise wird auch durch Zugabe von Aromen ein fleischähnlicher Geschmack erzielt.

## Bezeichnungen

### Europäische Union
Nach einem Urteil des Europäischen Gerichtshofs vom Oktober 2024 dürfen Mitgliedstaaten der Europäischen Union Lebensmittelhersteller nicht daran hindern, vegetarische oder vegane Erzeugnisse auf der Basis von pflanzlichem Eiweiß mit Bezeichnungen zu versehen, die traditionell mit Fleisch assoziiert werden, wie beispielsweise „Burger“, „Schnitzel“, „Steak“ oder „Wurst“, sofern die Zutaten deutlich aufgeführt sind und Verbraucher nicht in die Irre geführt werden.

### Deutschland
Für die Bezeichnung der Produkte hat in Deutschland die Deutsche Lebensmittelbuch-Kommission im Dezember 2018 Leitsätze für vegane und vegetarische Lebensmittel mit Ähnlichkeit zu Lebensmitteln tierischen Ursprungs veröffentlicht. Diese besagen unter anderem:
- Bezeichnungen, die in Anlehnung an spezielle gewachsene Fleischteilstücke (z. B. Schinken) erfolgen, sollen nicht verwendet werden;
- Bezeichnungen in Anlehnung an geschnittene Fleischstücke (wie Schnitzel) und in Anlehnung an Lebensmittel aus zerkleinertem Fleisch (Frikadellen) sollen hingegen verwendet werden können.

An den Leitsätzen gab es teils heftige Kritik von Herstellern und Vegan-Verbänden. Die Lebensmittelbuch-Kommission hatte 2021 eine Überarbeitung angekündigt, die Reform scheiterte jedoch im Juli 2022.
Im November 2022 erschien ein Leitfaden von Unternehmen und Verbänden.
Hersteller verwenden für Produkte Neologismen (z. B. Vöner statt Döner), Wortspiele (wie Gesülze statt Sülze) und Anführungszeichen („Fischstäbchen“ statt Fischstäbchen), um auf die Ähnlichkeit zu Fleisch- und Fischprodukten hinzuweisen.
Das Erreichen eines fleischähnlichen Geschmacks wird auch als „Geschmacksparität“ bezeichnet.

### Schweiz
In der Schweiz wird bis Ende 2023 ein Urteil vom Bundesgericht erwartet, welches dann einen Präzedenzfall schaffen könnte. Dem vorangegangen ist ein Urteil des Zürcher Verwaltungsgerichts, welches die Verwendung von Tierfleischnamen für pflanzliche Lebensmitteln als nicht irreführend beurteilt, solange die Produkte sichtbar als „vegan“ gekennzeichnet sind. Dagegen hat das Eidgenössische Departement des Innern (EDI) Berufung eingelegt.

## Umweltwirkung
Die Boston Consulting Group verglich 2022 Investitionen in grüne Produkte. Sie kommt zu dem Ergebnis, dass pflanzliches Fleisch von allen Produkten den positivsten Einfluss hat. Ein Dollar an Investitionen in pflanzlichen Fleischersatz generierte einen dreifach höheren positiven Klimaeinfluss als Investitionen in grünen Zement, einen siebenfach höheren Klimanutzen als Investitionen in grüne Gebäude und einen elffach höheren Nutzen als Investitionen in E-Autos.
Laut einer Studie von PwC im Auftrag von Blue Horizon (einer Investmentgesellschaft, die bei den untersuchten Fleischersatz-Herstellern investiert) ist der ökologische Fußabdruck von Fleischersatzprodukten durchweg geringer als der von Fleisch oder Eiern.
Das Umweltbundesamt weist darauf hin, dass die Umweltbilanz von den Herstellungsbedingungen und Inhaltsstoffen abhängig ist und Umweltauswirkungen durch industrielle Landwirtschaft zum Tragen kommen. Aus Umweltsicht schneidet pflanzlicher Fleischersatz am besten ab. Laut UBA kann Fleischersatz „eine große Rolle bei einer umweltschonenderen und auch gesünderen Ernährung spielen.“ Würde beispielsweise ein Teil des Rindfleischkonsums durch mikrobielles Eiweiß wie Quorn ersetzt, könnte dies dazu beitragen, die Entwaldung zu reduzieren. Der 2021 erschienene Dokumentarfilm Eating Our Way to Extinction befasst sich mit dieser Thematik.

## Gesundheitliche Aspekte
Eine prospektive Kohortenanalyse mit 266.666 Teilnehmern aus dem Jahr 2023, die Ernährungsgewohnheiten der Teilnehmer mittels Fragebögen zur Nahrungsfrequenz erfasst hat, konnte keinen Zusammenhang zwischen dem Konsum pflanzlicher Alternativen und einem erhöhten Risiko für Multimorbidität von Krebs und kardiometabolischen Erkrankungen feststellen.
|                           | Rindfleisch | Impossible | Beyond | Schwarze Bohnen |
| ------------------------- | ----------- | ---------- | ------ | --------------- |
| Trans-Fettsäuren (g)      | 1,5         | 0          | 0      | 0               |
| Gesättigte Fettsäuren (g) | 8           | 8          | 6      | 1,5             |
| Natrium (mg)              | 230         | 370        | 390    | 0               |
| Cholesterin (mg)          | 80          | 0          | 0      | 0               |
| Ballaststoffe (g)         | 0           | 3          | 2      | 7,3             |
| Protein (g)               | 20          | 19         | 20     | 11              |
| Vitamin B12 (µg)          | 3           | 3          | 0      | 0               |
| Eisen (g)                 | 2,8         | 4,2        | 4,2    | 3,6             |
| Kalium (µg)               | 345         | 610        | 300    | 420             |

Eine umfassende, in der Zeitschrift Proceedings of the National Academy of Sciences erschienene Studie aus dem Jahr 2024 belegt, dass verarbeitete pflanzliche Ersatzprodukte wie Veggie-Burger die Ernährung gegenüber tierischen Produkten verbessern, jedoch weniger als unverarbeitete Pflanzenkost. Gesundheitlich bieten sie demnach deutliche Vorteile gegenüber Fleisch, sind aber nicht so nahrhaft und ausgewogen wie unverarbeitete Alternativen.
2017 untersuchte das Institut für alternative und nachhaltige Ernährung die am Markt angebotenen Fleischalternativen und schreibt: „Zusammenfassend stellen Fleischalternativen eine ernährungsphysiologisch günstige Alternative zu Fleisch- und Wursterzeugnissen dar. Sie liefern überwiegend hochwertiges pflanzliches Protein, weniger Fett und gesättigte Fettsäuren als fleischhaltige Originalprodukte und sind praktisch frei von Cholesterol.“ Der Salzgehalt sei jedoch weiterhin sehr hoch.
Im Jahr 2023 untersuchte Öko-Test sechzehn vegane Burgerpatties aus Supermärkten und Discountern, wobei fünf Produkte mit der Bestnote ausgezeichnet wurden. Hierbei wiesen acht der getesteten Patties Mineralölbestandteile auf, darunter in einzelnen Fällen bedenkliche aromatische MOAH, und es gab Kritik an hohen Salzgehalten sowie zugesetzten Aromen. Die Tester hoben jedoch hervor, dass die Burger frei von Pestiziden sowie, anders als noch bei einem Test aus dem Jahr 2019, gentechnisch veränderten Bestandteilen waren.
Das Bundeszentrum für Ernährung urteilt: „Aus Gesundheitssicht bieten pflanzliche Proteine und pflanzliche Fleischersatzprodukte eine Möglichkeit, den in Deutschland mit ca. 60 kg pro Kopf und Jahr zu hohen Fleischkonsum zu reduzieren.“ Dabei seien Produkte mit niedrigem Verarbeitungsgrad am vorteilhaftesten.
Eine Studie aus dem Jahr 2021 verglich das in Großbritannien angebotene pflanzliche Fleisch mit tierischem. Die Studie kommt zu dem Schluss, dass pflanzlicher Fleischersatz im Schnitt weniger Nahrungsenergie, Fett und Protein enthält, jedoch mehr Ballaststoffe. Verglichen mit dem Nutrient Profiling Model der Regierung wurden 14 % des pflanzlichen Fleischersatzes und 40 % des tierischen Fleisches als „weniger gesund“ eingestuft. Während pflanzlicher Fleischersatz ein besseres Nährwertprofil als tierisches hatte, enthielten etwa dreiviertel der Produkte zu viel Salz.
2022 untersuchte eine Studie 142 am schwedischen Markt angebotene pflanzliche Fleischersatzprodukte. Pflanzlicher Fleischersatz wurde aufgrund des geringeren Gehaltes an gesättigten Fettsäuren und des höheren Gehaltes an Ballaststoffen als gesünder eingeschätzt, auch wenn es große Unterschiede zwischen den Produkten gab.
Grundsätzlich bieten Fleischersatzprodukte großes Potential gesundheitsförderlich zusammengesetzt zu werden; durch eine gezielte Zutatenauswahl könnte mithilfe von Fleischersatz die Unterversorgung bestimmter Bevölkerungsgruppen mit bestimmten Nährstoffen verbessert werden (bspw. durch weniger gesättigte Fettsäuren und mehr Ballaststoffe, Alpha-Linolensäure sowie Linolsäure).
Eine Untersuchung veganer Fleischersatzprodukten durch die Verbraucherzentrale ergab, das sich ein Großteil der veganen Ersatzprodukte im mittleren Bereich des Nutri-Score wiederfindet, während rund ein Drittel bei A und B liegt.
Die Bioverfügbarkeit von Zink und Eisen ist bei pflanzlichem Fleischersatz im Allgemeinen eher gering. Dies liegt daran, dass sich bei der Proteinanreicherung auch die in den Pflanzen enthaltene Phytinsäure anreichert. Diese hemmt die Aufnahme von Eisen und Zink, so dass pflanzlicher Fleischersatz zwar Eisen und Zink enthält, dies aber kaum vom Körper aufgenommen werden kann. Eine Ausnahme stellen Produkte auf Basis von Pilz-Protein dar, welche kaum Phytinsäure enthalten und zudem hohe Mengen Zink (allerdings kaum Eisen). Allerdings trägt die höhere Bioverfügbarkeit von Eisen und Zink in tierischem Fleisch auch nur dann wesentlich zu einer besseren Versorgung bei, wenn Muskelfleisch konsumiert wird.

## Markt

Der Markt für Fleischersatzprodukte in Deutschland, 2019 (Quelle: Fleischatlas 2021)

Das Statistische Bundesamt spricht von einem Boom der Fleischersatzprodukte. Im Jahr 2023 stieg der Absatz um 17 %, im Vergleich zum Jahr 2019 erhöhte sich die Produktion um 114 %. Der Wert der Produkte nahm im Jahresvergleich um 8,5 Prozent zu und lag bei rund 0,3 Milliarden Euro. Die Zahl der Fleischersatzprodukte herstellenden Unternehmen stieg von 51 auf 67.
Absolut betrachtet lag der Marktanteil der Fleischersatzprodukte am gesamten Fleischabsatz 2020 im Schweizer Detailhandel bei 2,3 Prozent. Der größte Markt für Fleischersatzprodukte in Europa war das Vereinigte Königreich. Dort wurde von Oktober 2019 bis September 2020 503 Mio. Euro mit Fleischersatzprodukten im Einzelhandel umgesetzt. In der Schweiz wurde im selben Zeitraum mit 11,5 Euro die höchsten Pro-Kopf-Ausgaben erzielt, was mit den dortigen überdurchschnittlich hohen Preisen zu tun hat. Mit je 0,86 Kilogramm wurden im Vereinigten Königreich und den Niederlanden am meisten Fleischersatzprodukte konsumiert.
Laut einer Studie von A.T. Kearney könnten Fleischersatzprodukte bis 2040 einen Marktanteil von 60 Prozent unter den klassischen Fleischprodukten erzielen. Im Jahr 2018 lag der Bio-Anteil unter den in Deutschland produzierten Fleischersatzprodukten bei gut 40 Prozent.
Fleischersatzprodukte sind häufig teurer als vergleichbare Fleischprodukte, der Preis kann jedoch in Abhängigkeit der Hauptzutat und verschiedener Vertrauensattribute variieren. Laut einer Prognose der Statistik-Plattform Statista soll sich der weltweite Preis für Fleischersatzprodukte jedoch zwischen 2013 und 2026 etwa halbieren.

## Politik
In Deutschland bekundeten die Regierungsparteien der Ampelkoalition im Koalitionsvertrag von 2021 ihre Absicht, „pflanzliche Alternativen“ in der Ernährung der Bevölkerung zu „stärken“ und sich „für die Zulassung von Innovationen wie alternative Proteinquellen und Fleischersatzprodukten in der EU“ einzusetzen.